# دیره مراد جمالی
دیره مراد جمالی (به انگلیسی: Dera Murad Jamali) یک شهر در پاکستان است که در ناحیه نصیرآباد واقع شده‌است.